# 宋万永
宋万永（1962年—），河北东光人，汉族，中华人民共和国政治人物、第十二届全国人民代表大会云南地区代表。
毕业于云南广播电视大学临床医疗专业。加入中国农工民主党。2013年，担任全国人大代表。